# ارث (فیلم ۲۰۰۷)
«ارث» (انگلیسی: The Inheritance (2007 film)) یک فیلم است. از بازیگران آن می‌توان به تام هاردی اشاره کرد.